# 九溪玫瑰园

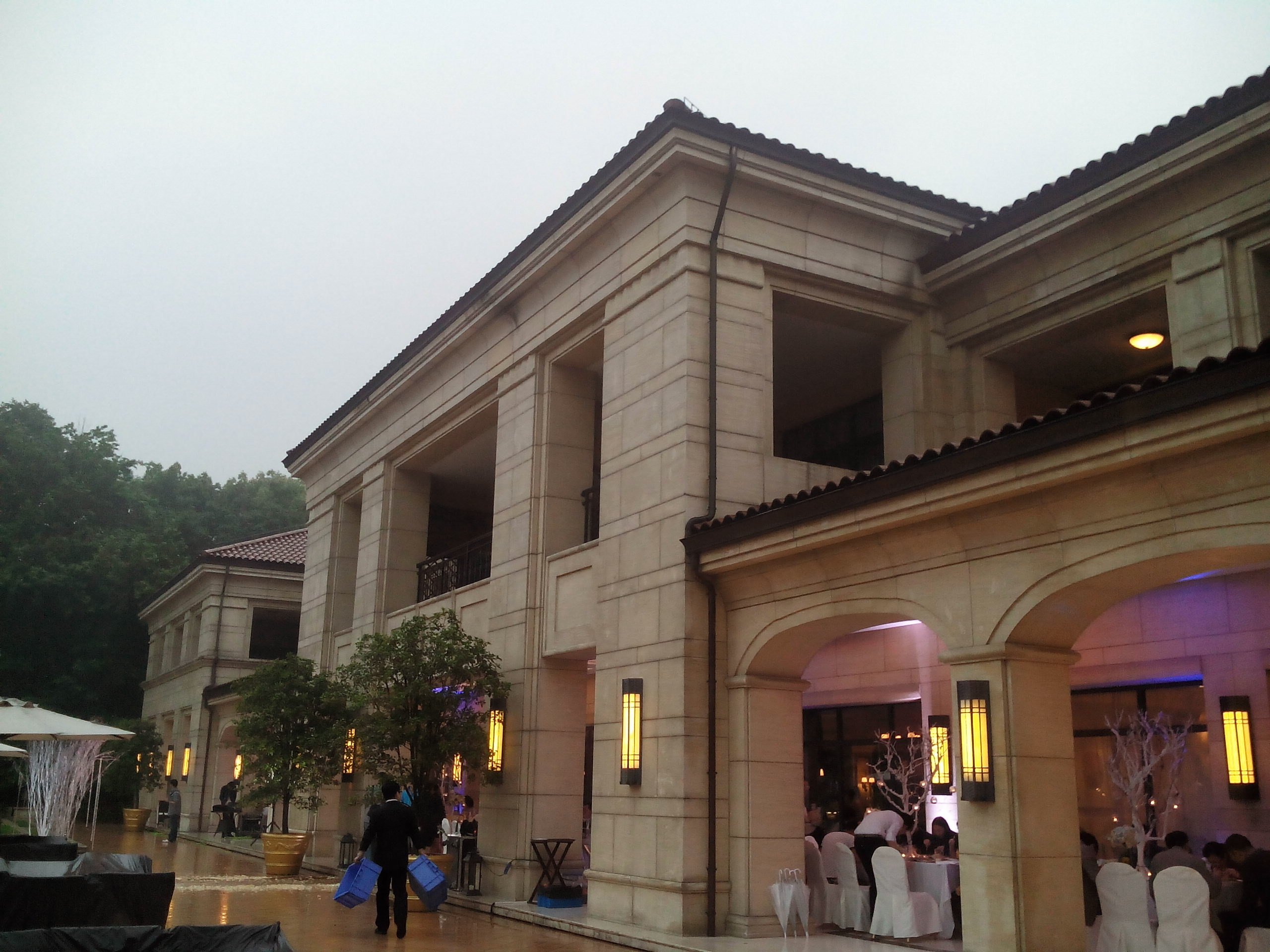
楼盘附属玫瑰园度假酒店

九溪玫瑰园是位于杭州市之江国家旅游度假区的一个楼盘，由121幢别墅和4幢高级公寓组成。占地面积137亩，坐落于五云山上，南邻钱塘江，东西两侧为九溪十八涧:45，森林覆盖率达85%。九溪玫瑰园由綠城中國自1996年开始开发，曾被福布斯评为中国十大豪宅之一，在2001年的全国人居经典大赛获得人居经典综合大奖:68。

## 争议
2007年-2009年，共有22幢别墅的业主违法挖地下室，业主被行政处罚，西湖区拆违办对地下室进行强制回填。
2019年10月，金庸的一套九溪玫瑰园别墅挂牌出售。